# Flamine portunale

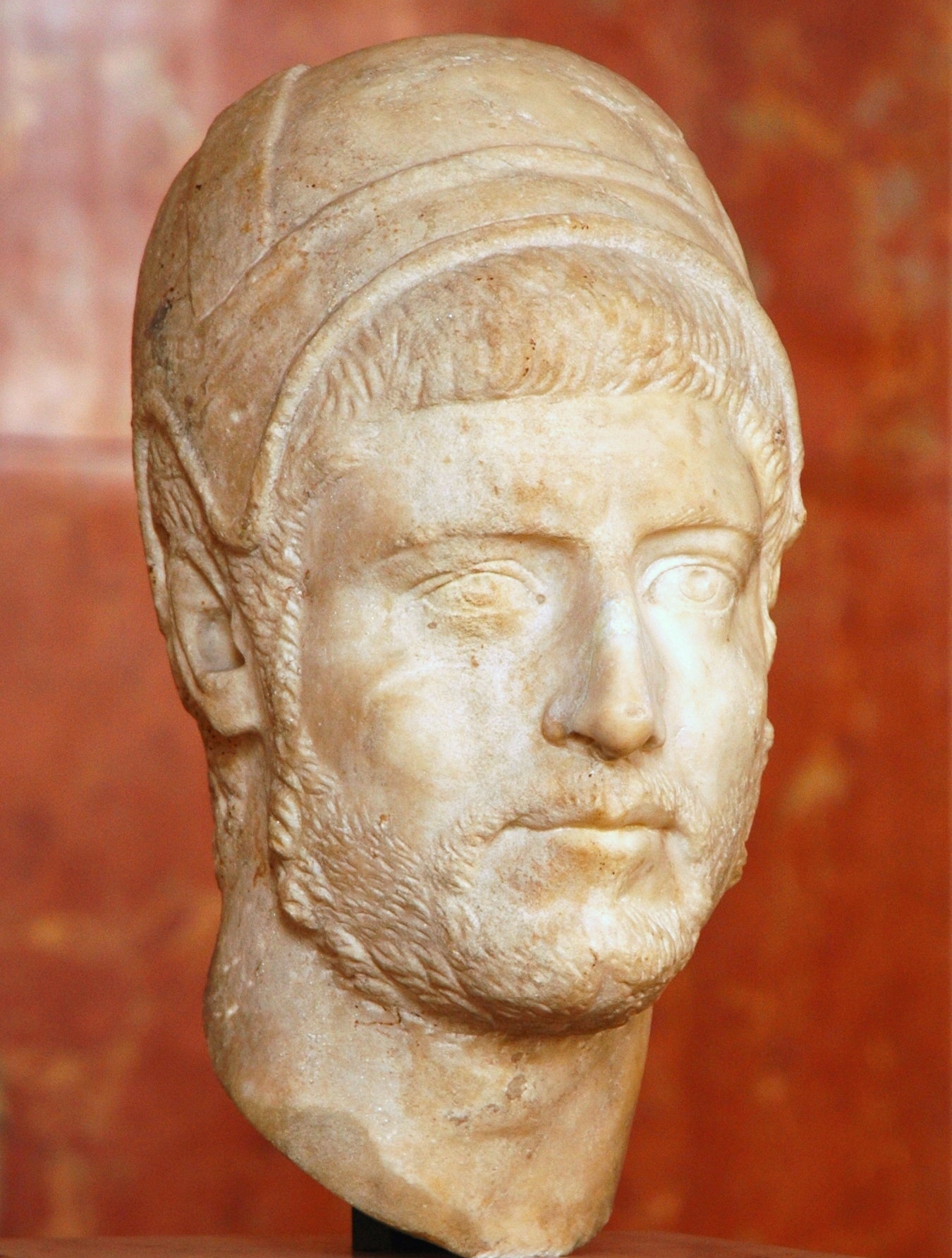
Busto di un flamine

Il flamine portunale (Flamen Portunalis) era il sacerdote dell'antica Roma preposto al culto del dio Portuno (Portumnus), protettore dei porti e del commercio marino.
Del flamine portunale sappiamo solo che in occasione dei Portunalia del 17 agosto svolgeva la funzione di ungere le armi (o più precisamente l'asta) della statua di culto di Quirino nel suo tempio sul Quirinale. Dice infatti Festo che persillum uocant sacerdotes rudusculum picatum <ex> quo unguine flamen Portunalis arma Quirini unguet. Il persillum era un vaso impeciato di terracotta nel quale era conservato l'unguento usato per questa operazione.
Kurt Latte aveva escluso che potesse trattarsi del flamine Portunale sostenendo trattarsi invece del flamine Quirinale, ma Georges Dumézil ribadisce la genuinità del testo, facendo osservare come il significato di questa operazione sia quello del mantenimento in efficienza delle armi di Quirino, che ben si accorda con il suo carattere di Mars tranquillus e la funzione di Portuno di guardiano delle porte (oltre che dei porti) ben si accorda con l'intervento del suo flamine sulle armi di Quirino; un altro indizio della vicinanza delle due divinità e quindi della plausibilità dell'intervento del flamine Portunale è dato dalla raffigurazione di Portuno con le chiavi in mano e dall'epiteto di Custos dato a Quirino.